# Masse des services financiers
Au Maroc, la Masse des services financiers est un compte d'affectation spécial créée par la loi des finances de 1965 pour lutter contre la fraude fiscale 
.

Ce compte spécial est alimenté par un prélèvement de 10 %  
sur le montant des recouvrements opérés au titre des amendes, pénalités, majorations de droits, intérêts et indemnités de retard relatifs à la fiscalité directe ou indirecte, à l'exclusion des impôts et taxes recouvrés par l'administration des douanes et impôts indirects